# Incontri internazionali di rugby a 15 di fine anno 1985
Nel rugby a 15 è tradizione che a fine anno (ottobre-dicembre) si disputino una serie di incontri internazionali che gli europei chiamano "Autumn International" e gli appassionati dell'emisfero sud "Springtime tour". In particolare le nazionali dell'emisfero Sud, a fine della loro stagione si recano in tour in Europa.
- -  Zimbabwe in Spagna e Portogallo: due sconfitte di misura per gli africani che rendono la visita dell'anno prima agli spagnoli

| Lisbona 2 ottobre 1985 | Portogallo | 18 – 17 | Zimbabwe |  |

| Madrid 6 ottobre 1985 | Spagna | 13 – 12 | Zimbabwe |  |

- Tour Interno del Sudafrica: i sudafricani sono emarginati dall'aparthied (il boicottaggio dei paesi esteri diventa sempre più forte e stringente, anche in campo sportivo). Gli Springboks dunque eseguono un tour interno dove affrontano solo alcune selezioni locali.

| Città del Capo 14 agosto 1985 | Cape Province Barbarians | – | Sudafrica XV |  |

| Durban 17 agosto 1985 | Central Barbarians | – | Sudafrica XV |  |

| Pretoria 21 agosto 1985 | South Africans | – | Sudafrica XV |  |

| Johannesburg 24 agosto 1985 | Transvaal Barbarians | – | Sudafrica XV |  |

- -  Giappone in Francia: i nipponici restituiscono la visita dell'anno prima: doppio cappotto nei test contro la Francia “A” (0-50) (4-45).

| Strasburgo 9 ottobre 1985 | Selezione francese | – | Giappone XV |  |

| Dax 19 ottobre 1985 | Francia A | 50 – 0 | Giappone |  |

| Cognac 22 ottobre 1985 | French Barbarians | 45 – 4 | Giappone |  |

| Nantes 26 ottobre 1985 | Francia A | 52 – 0 | Giappone |  |

- -  Isole Figi nelle Isole Britanniche: secondo tour dei Figiani nell'anno: dopo una sconfitta di misura contro una selezione irlandese (15-16), e buoni risultati con club gallesi ed inglesi, arriva un pesante rovescio contro il Galles (3-40).

| Dublino 19 ottobre 1985 | Irlanda XV | 16 – 15 | Figi | (Lansdowne Road) |

| Cardiff 9 novembre 1985 | Galles | 40 – 3 | Figi | (Arms Park) |

- -  Nuova Zelanda in Argentina: questo tour si svolse in sostituzione di un tour originariamente previsto in Sudafrica, ma annullato per le proteste anti-apartheid

I "Pumas" conquistano uno storico pareggio nel secondo match.
| Buenos Aires 26 ottobre 1985 | Argentina | 20 – 33 | Nuova Zelanda | (Ferrocarill Oeste) |

| Buenos Aires 2 novembre 1985 | Argentina | 21 – 21 | Nuova Zelanda | (Ferrocarrill Oeste) |

- -  -  USA in Canada ed Europa : un solo test ufficiale con il Canada ed uno ufficioso con il Belgio

| Vancouver 16 novembre 1985 | Canada | 21 – 10 | Stati Uniti |  |

| Bruxelles 3 dicembre 1985 | Belgio | 6 – 17 | Stati Uniti XV |  |

## Altri test
| Bruxelles 7 settembre 1985 | Belgio | 0 – 23 | Glasgow Districts |  |

| Oslo 8 ottobre 1985 | Norvegia | 12 – 28 | Danimarca |  |

| Essen 23 novembre 1985 | Germania Ovest | 15 – 0 | Danimarca |  |

| Ginevra 1º dicembre 1985 | Svizzera | 10 – 18 | Germania Ovest |  |

| Pordenone 5 dicembre 1985 | Italia U21 | 10 – 6 | Jugoslavia (RSF) |  |

| Città del Messico 1985 | Messico | 18 – 22 | Isole Cayman |  |

| Kuala Lumpur 1985 | Malaysia | 3 – 16 | Thailandia |  |